# Tempestade tropical Ana (2003)
A tempestade tropical Ana foi o primeiro ciclone tropical da Temporada de furacões no oceano Atlântico de 2003 e a única tempestade tropical a se formar em um mês de abril na bacia do Atlântico Norte. Sua formação foi a quarta mais cedo para uma temporada de furacões no oceano desde que os registros começaram a ser feitos, em 1851. Desenvolveu-se como um ciclone subtropical a partir de uma área de baixa pressão não-tropical em 20 de abril, a oeste das Bermudas. Apresentou avanço leste-sudeste, e em 21 de abril passou a ser considerado um ciclone tropical, com ventos chegando aos 95 km/h. A tempestade deslocou-se em direção leste-nordeste, com constante enfraquecimento devido aos ventos de cisalhamento e a uma frente fria que se aproximava, e em 24 de abril tornou-se um ciclone extratropical. A tempestade chegou a atingir Bermudas com chuva leve, e seus restos produziram precipitação leve nos Açores e no Reino Unido. Ondas fortes geradas pela tempestade viraram um barco na costa da Flórida, causando duas mortes.

## História meteorológica

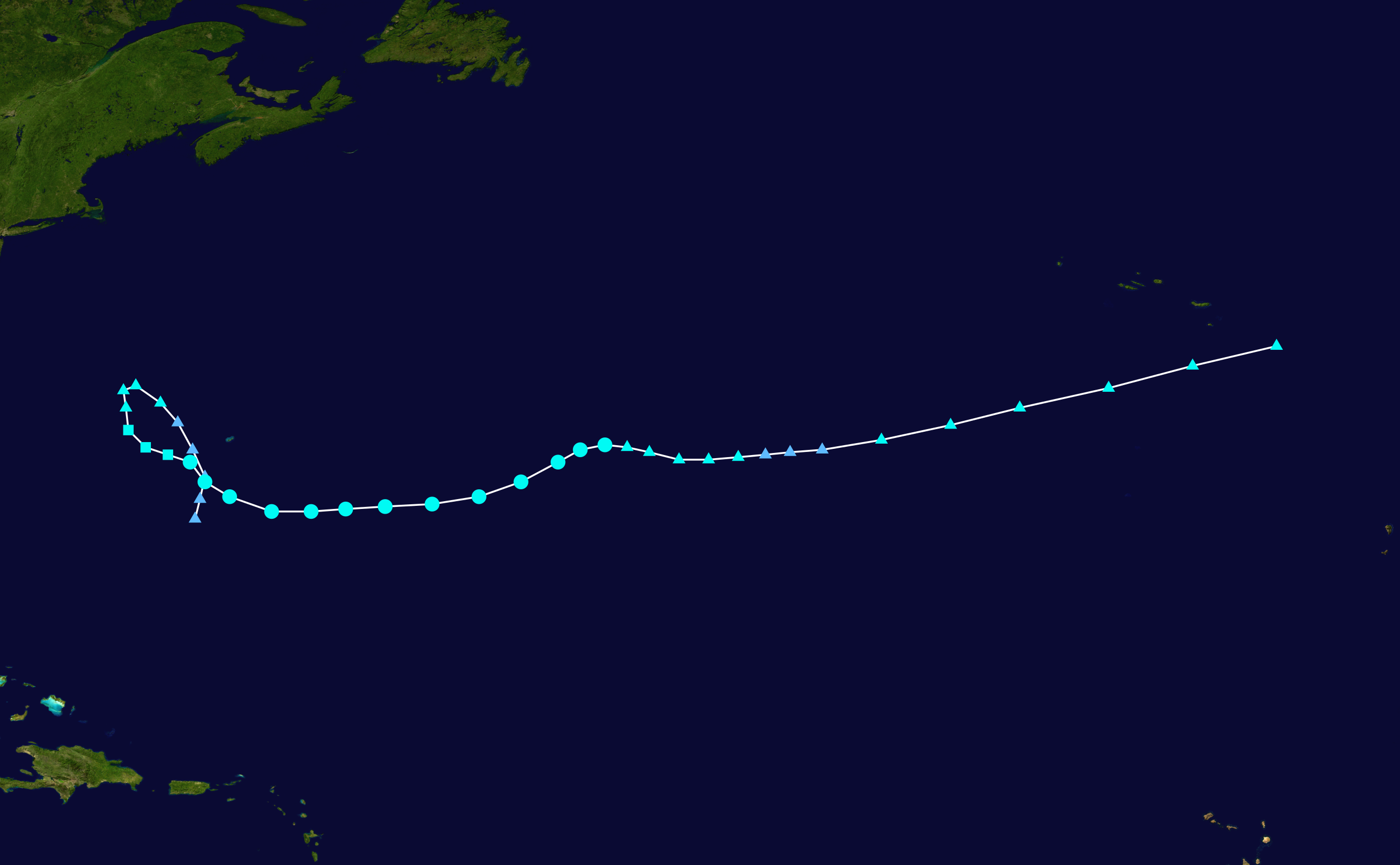
Caminho da tempestade

Uma área de baixa pressão não-tropical se desenvolveu a cerca de 390 km ao sul-sudoeste de Bermudas em 18 de abril, através da interação de um cavado de nível superior e um cavado de superfície frontal. Um cavado de superfície, que se estendia desde a região da Ilha de São Domingos, trouxe nuvens carregadas em direção ao norte do Mar do Caribe, o que causou fortes chuvas em Porto Rico. As baixas não-tropicais geralmente vão para o norte, enquanto que as cristas deslocam-se na direção leste-oeste, e em 19 de abril o sistema começou a produzir zonas de convecção próximas a seu centro; no começo daquele dia, imagens de satélite indicaram a presença de um núcleo interior estancando os ventos. Depois de migrar-se para o noroeste, foi gradualmente se separando do sistema de superfície frontal, devido ao aprofundamento do cavado superior sobre o sistema. A convecção se tornou mais organizada sobre o centro, e estima-se que o sistema tenha se transformado em tempestade subtropical no início de 20 de abril, enquanto estava situada a cerca de 400 km a oeste de Bermuda. Operacionalmente, o ciclone subtropical ainda não havia sido classificado pelo Centro Nacional de Furacões até 21 horas depois.
A tempestade continuava a se organizar em direção leste-sudeste, e no final do dia 20 de abril um núcleo de nível superior com temperatura elevada estava presente sobre o sistema. Com base em sua organização, estima-se que Ana tenha se tornado uma tempestade tropical à meia-noite do dia 21 de abril (UTC). Após essa transição, Ana havia atingido um pico de intensidade de 95 km/h, baseando-se em estimativas da técnica de Hebert-Poteat e dados do QuikSCAT. Pouco tempo depois, fez sua aproximação máxima das Bermudas, quando passou a cerca de 210 km a sudoeste da ilha. O cisalhamento do vento a nível superior reduziu muito a convecção, embora uma pequena área de tempestade persistiu perto do centro. A tempestade se separou completamente do sistema de nível superior, e o ciclone reorganizou-se, desenvolvendo um olho na noite de 21 de abril. Incorporado ao fluxo do ciclone ao seu norte, Ana continuou avançando para o leste, e no início de 22 de abril o cisalhamento do vento removeu novamente a convecção do centro. A convecção cresceu e diminuiu ao longo deste dia, e em 23 de abril a organização da circulação se deteriorou. Depois de deslocar-se para nordeste, o centro de circulação fundiu-se com uma frente fria que estava se aproximando, em 24 de abril, e Ana se rebaixou a ciclone extratropical. Seguia na direção leste-nordeste, dissipando-se no dia 27, a sudeste dos Açores.

## Impactos e registros

Tempestade tropical Ana no Sudeste do Oceano Atlântico

Antes do desenvolvimento de Ana, o governo das Bermudas emitiu um alerta de tempestade para a ilha. Após a sua classificação pelo Centro Nacional de Furacões, um novo aviso, agora de tempestade tropical, foi emitido. Com desenvolvimento sinuoso perto da ilha, em seis dias ocorreram 67 mm de precipitação, segundo o Aeroporto Internacional das Bermudas, porém os ventos na ilha não alcançaram a força de tempestade tropical. As ondas geradas pela tempestade afetaram a Flórida. A combinação das ondas com a maré vazante fez um barco virar na vila de Jupiter, em 20 de abril. Dois de seus ocupantes se afogaram, e os outros dois foram resgatados. Os restos de Ana fizeram com que chovesse 22 mm de na cidade de Ponta Delgada, nos Açores. A umidade dos restos de Ana também produziu chuvas benéficas no Reino Unido. Dois navios registraram ventos com força de tempestade tropical, em decorrência de Ana; o Atlantic Forest registrou 82 km/h e uma pressão de 998 bar em 22 de abril, e o Rosa Delmas relatou ventos de 76 km/h em 23 de abril.
Em 20 de abril, Ana tornou-se o segundo ciclone tropical atlântico a ser registrado em um mês de abril, depois da tempestade subtropical de abril de 1992. Depois de atingir características tropicais, tornou-se a primeira tempestade tropical já registrada neste mês. Foi o quarto ciclone tropical ou subtropical mais cedo a se formar na bacia do Atlântico, após o furacão de março de 1908, que se formou em 6 de março daquele ano; a tempestade tropical do Dia da Marmota de 1952, que se formou em 2 de fevereiro; e a tempestade subtropical de janeiro de 1978, que se formou em 18 de janeiro.